# Phelsuma rosagularis
Phelsuma rosagularis là một loài thằn lằn trong họ Gekkonidae. Loài này được Vinson & Vinson mô tả khoa học đầu tiên năm 1963.